# Caio Domenico Gallo
Caio Domenico Gallo (Mesina, Italia, 28 de febrero de 1697 - ibid., 20 de octubre de 1780) fue un historiador italiano.

## Biografía
Gallo nació y murió en Mesina, en el noreste de la isla mediterránea de Sicilia. Su obra principal, el Annali della città di Messina, es una historia completa de esa ciudad desde sus inicios hasta la época de la peste de 1743. Se publicó en cuatro volúmenes, de los cuales solo dos se publicaron mientras él vivía, en 1756 y 1758. El tercer volumen se publicó póstumamente en 1804 y el cuarto en 1875. En 1896 se añadieron dos volúmenes de historia posterior, de Gaetano Oliva.

## Publicaciones
- Gli Annali della città di Messina capitale del Regno di Sicilia dal giorno di sua fondazione fino a tempi presenti, cuatro volúmenes, 1756–1875